# Línea 136 (Rosario)
Línea 136 es una línea de transporte urbano de pasajeros de la ciudad de Rosario, Argentina. Desde 2021 el servicio está parcialmente cubierto por Línea 143N 136 137 y es operado por la empresa Rosario Bus.
Anteriormente el servicio de la línea 136 era prestado en sus orígenes y bajo la denominación de línea 215 por la empresa Transporte Automotor Zonda S.R.L., luego Las Delicias Transporte Automotor S.R.L. (renombrándose línea 5 Negra, y posteriormente a 1986, línea 136), luego Las Delicias S.A., la Sociedad del Estado Municipal para el Transporte Urbano Rosario -SEMTUR- desde 2009 hasta el 31 de diciembre de 2018, ya que a partir del 1° de enero de 2019, la empresa estatal Movi se hizo cargo de la prestación del servicio. En 2021, producto del sistema de emergencia del sistema de transporte de pasajeros, la línea es administrada actualmente por Rosario Bus.

## Recorrido

### 136
Servicio diurno y nocturno.
|  | BUS2 | KBHFa |  |

|  |  | BHF |

|  |  | BHF |

|  |  | BHF |

|  |  | BHF |

|  |  | BHF |

|  |  | BHF |

|  |  | BHF |

|  | STR+l | ABZgr |  |

|  | STR | BHF | CONTg |

| BUS2 | BHF | STR |  |

| CONTf | BHF | STR |  |

|  | STRl | ABZg+r |  |

|  |  | BHF |

|  |  | BHF |

|  |  | BHF |

|  |  | STR+lBUEq |

|  |  | BHF |

|  |  | BHF |

|  | STR+l | ABZgr |  |

| CONTf | BHF | STR |  |

|  | STR | BHF | CONTg |

| CONTf | BHF | STR |  |

|  | STR | BHF | CONTg |

|  | STR | BHF | CONTg |

|  | STR | BHF | CONTg |

| CONTf | STR+lBUEq | STR+lBUEq | CONTg |

| CONTf | BHF | STR |  |

|  | STR | BHF | CONTg |

|  | STR | BHF | CONTg |

|  | STRl | STRr |  |